# Yoshiki Matsushita
Yoshiki Matsushita (松下 佳貴?, Matsushita Yoshiki; Matsuyama, 3 marzo 1994) è un calciatore giapponese, centrocampista del Fujieda MYFC.

## Palmarès

### Nazionale
- Universiadi:   1

Gwangju 2015